# 사우전드서니호
사우전드 써니 호는 만화 원피스의 밀짚모자 해적단의 해적선이다.
밀짚모자 해적단은 워터 세븐의 일 이후로 고잉 메리 호가 폐기되어버린 탓에 더 이상 바다를 건널 수 없게 되어 새로운 배가 필요하게 되었다. 그러던 차에 프랑키가 써니호를 무료로 설계 및 개조를 해 주었고, 프랑키 또한 해적단의 일원이 되었다.
배 건조에는 워터세븐 시장 아이스버그 및 갈레라 컴퍼니 1번도크 멤버들이 도왔다.
배의 재료는 '보배로운 나무'라고 불리는 '아담'이라는 나무이다.(골 D. 로저의 해적선 '오로 잭슨 호'도 아담으로 만들어졌다.)
써니 호는 고잉 메리 호보다 2~3배 더 클 뿐 아니라, 선원 개개인을 위한 공간이 더욱 안락하고 편리해졌다. 솔저도크 시스템 등 유용한 기능도 가지고 있다.
♥

## 구조
배의 구조 자체가 밀짚모자 해적단 개개인의 취향에 최대한 맞춘 것으로 프랑키의 배려심을 엿볼 수 있다.
- 지하 1층
  - 우솝 공방 본부 - 우솝이 물건을 만들기 위해 마련된 작업장. 배의 오른쪽 뒤에 위치한다.
  - 프랑키의 병기개발실 - 프랑키가 자신을 개조하거나 무기를 만들기 위해 마련된 작업장. 배의 왼쪽 뒤에 위치한다. 화약을 다루는지 벽면과 천장, 바닥을 모조리 두꺼운 철판으로 뒤덮었다.
  - 솔져 도크 시스템 - 배의 중앙에 위치한다.

- 지상 1층
  - 남자 숙소 - 천장에 고정된 2단 벙크식 침대와 상디 이외의 모든 인물들의 현상수배서가 붙어있다.[1] 배의 앞에 위치한다.
  - 아쿠아리움 바 겸 활어조 - 밀짚모자 해적단은 식량 구비를 위해 낚시를 자주 하는데 이때 낚은 물고기들을 모아놓는 곳. 이 물고기들은 평소에는 관상용이지만 경우에 따라서는 간식이나 비상식량으로 활용되기도 한다. 주방과 식당 바로 아래로 배의 뒤에 위치한다. 상어같은 대형 육식성 어류는 문제를 일으킬 우려가 있기 때문에 넣을 수 없다.
  - 에너지 룸 - 배의 연료인 콜라를 저장하는 곳이다.

- 지상 2층
  - 여자 숙소 - S급 침대, 화장대, 옷장, 소파, 탁자가 구비되어 있다. 여자 멤버들만 드나들 수 있다.[2] 나머지 멤버들은 출입금지구역. 남자숙소 바로 위로 배의 앞에 위치한다.
  - 주방과 식당 - 프랑키가 상디를 위해서 특별히 자물쇠 달린 냉장고를 설치해줬다.[3] 배의 뒤에 위치한다.
  - 식량고 - 주방 뒷편의 방으로 오직 상디만 드나들 수 있다. 이곳의 식량은 가공하기 전의 상태이기 때문에 루피도 손대지 않는다.
  - 보건실 - 식당 뒷편의 방으로 밀짚모자 해적단의 의사인 쵸파의 집무실에 해당된다.

- 지상 3층
  - 도서관 겸 측량실 - 항해를 위해 필요한 곳으로 나미가 항해일지를 쓰는 곳이다. 또한, 여러 종류의 책들이 구비되어 있지만 정작 이곳을 도서관으로 사용하는 인물은 오직 로빈 뿐이다. 그녀의 집무실에 해당된다. 배의 맨 뒤에 위치한다. 밀짚모자 해적단의 남자 멤버들은 욕실에 가지 않는 한 거의 오지 않는 곳이다.[4]
  - 욕실과 화장실 - 찜질방에 있는 욕조와 동일한 크기의 큰 욕조가 구비되어 있다. 도서관 겸 측량실 바로 위에 위치한다.

- 옥상
  - 전망대 겸 체력단련실 - 조로를 위해서 만들어진 체육관이다. 배 중앙 돛대 꼭대기에 위치한다. 돛대는 몇 톤에 육박하는 조로의 단련기구도 받칠 정도로 견고하다.

## 기능
- 꾸 드 버스트(Coup de burst) - 긴급 가속 장치로 써니 호를 1km 정도 비행시킬 수 있다. 콜라 3통을 소모한다.
- 치킨 보이지(Chicken voyage) - 써니 호 앞 선수상의 갈기가 회전하며 써니 호를 급속 후진시킨다.
- 어흥포 - 써니 호의 선수상에 있는 입의 대포(앞의 콜라 소비량 3통분)를 발사한다. 반동이 크기 때문에 콜라 2통분의 꾸 드 버스트와 함께 사용해야 한다. 위력이 큰 만큼 콜라 소모량이 많다.
- 아이 사이트(Eye sight) - 써니 호의 선수상에 있는 눈에서 강력한 반사등을 켠다.

## 솔져 도크 시스템(Soldier Dock System)
채널 0 ~ 4으로 총 5개로 이루어져 있다. (공간은 6개지만, 채널0인 외륜이 2개의 공간을 차지한다. 2년 뒤에는 프랑키가 채널5를 추가했다.)
- 채널0 : 외륜 (바람이 불지 않거나 해일 등이 일어났을 때 스크류가 회전하여 앞으로 전진. 콜라를 연료로 사용한다.)
- 채널1 : 하얀 목마 1호 (나미가 하늘섬에서 가져온 1인승 웨이버를 프랑키가 개조한 것.[5])
- 채널2 : 미니 메리 2호 (4인승 증기선이며, 메리호의 선수상 복제품.)
- 채널3 : 샤크 서브 머지 3호 (3인승 정찰 잠수함이며, 해저 5000m까지 잠수 가능.)
- 채널4 : 깜짝 풀장 (바다에 펼쳐 놓을 수 있는 풀장.) ⇒ 코뿔소 유닛 FR-U(코뿔소 모양의 모터사이클. 브라키오 탱크와 합체가능.)
- 채널5 : 브라키오 탱크(최소 2인승의 전투용 탱크. 코뿔소 유닛 FR-U와 합체가능.)

## 같이 보기
- 프랑키 - 사우전드 써니 호의 설계자 겸 제작자.